# Pithecopus
Pithecopus (лат.) — род бесхвостых земноводных из семейства квакш. Восстановлен из рода Phyllomedusa в 2016 году, и является сестринской группой рода Callimedusa. Родовое название происходит от др.-греч. pithekodes — «обезьяноподобный».

## Описание
Это лягушки среднего размера, с длиной тела около 45 мм. Первый палец намного длиннее второго. Головастики имеют небольшой ротовой диск.

## Распространение
Обитают в тропической Южной Америке к востоку от Анд, от южной Венесуэлы до северной Аргентины.

## Классификация
На январь 2023 года в род включают 12 видов:
- Pithecopus araguaius Haga et al., 2017
- Pithecopus ayeaye Lutz, 1966
- Pithecopus azureus (Cope, 1862)
- Pithecopus centralis (Bokermann, 1965)
- Pithecopus gonzagai Andrade et al., 2020
- Pithecopus hypochondrialis (Daudin, 1800) — Воллункук
- Pithecopus megacephalus (Miranda-Ribeiro, 1926)
- Pithecopus nordestinus (Caramaschi, 2006)
- Pithecopus oreades (Brandao, 2002)
- Pithecopus palliatus (Peters, 1873) — Разноцветная филломедуза
- Pithecopus rohdei (Mertens, 1926) — Сетчатобокая филломедуза
- Pithecopus rusticus (Bruschi et al., 2015)